# Filippo Paulucci
Filippo Paulucci, w Imperium Rosyjskim znany jako Filip Osipowicz Paulucci, Филипп Осипович Паулуччи (ur. 1779 w Modenie, zm. 25 stycznia 1849 w Nicei) – włoski wojskowy, arystokrata, służący kolejno w armiach francuskiej, austriackiej, rosyjskiej, następnie działacz państwowy i wojskowy w Królestwie Sardynii.

## Życiorys
Pochodził z włoskiego rodu arystokratycznego, nosił tytuł markiza. Jego ojciec był na dworze austriackim rzeczywistym radcą tajnym i szambelanem. Filippo Paulucci ukończył kolegium jezuickie, zaś w 1793 zaciągnął się do armii Księstwa Sabaudii-Piemontu. W 1796 brał udział w spisku antyfrancuskim po zajęciu Piemontu przez armię Napoleona Bonaparte. Następnie zbiegł do Austrii, gdzie został szambelanem dworu, w armii austriackiej walczył z Francją. W 1801, w stopniu pułkownika, rozpoczął służbę w armii włoskiej, w 1805 został komendantem twierdzy Cattaro. Po roku podał się do dymisji i przeszedł do wojska francuskiego.
W armii francuskiej został członkiem sztabu generalnego w stopniu pułkownika, jednak już po kilku miesiącach, w marcu 1807, przeszedł na służbę rosyjską. Został adiutantem gen. Michelsona i członkiem świty Jego Cesarskiej Mości. W 1807 prowadził rozmowy z wojewodą serbskim Jerzym Czarnym, przywódcą I powstania serbskiego. Walczył po stronie rosyjskiej w wojnie rosyjsko-tureckiej w 1806, w 1808 był naczelnikiem sztabu 8 dywizji piechoty. W latach 1808–1809 brał udział w wojnie rosyjsko-szwedzkiej. 22 czerwca 1808 awansował na generała-majora, 7 maja tego samego roku otrzymał Order Świętego Jerzego IV stopnia.
Od 1810 był naczelnikiem sztabu korpusu gruzińskiego, zaś w 1811 został głównodowodzącym wojsk rosyjskich w Gruzji. W Gruzji wspierał Kościół katolicki, współorganizując trzy parafie tego wyznania i finansując ich utrzymanie. Inicjował napływ do anektowanej przed dziewięcioma laty Gruzji (Kartli i Kachetii) urzędników z ukraińskich ziem Imperium Rosyjskiego, nadzorował pobór podatków, w Tbilisi wzniósł budynek więzienia, magistratu, arsenału i siedzibę policji. Starał się wspierać rozwój rolnictwa i handlu w regionie. W Mcchecie wzniósł mauzoleum Bagratydów, zaś grób ostatniego króla Kartlii i Kachetii Jerzego XII nakazał opatrzyć fałszywym napisem chwalącym zmarłego za dobrowolne poddanie swojego kraju Rosji. Doprowadził do ostatecznego wcielenia do Rosji Królestwa Imeretii, pokonując siły jej ostatniego króla Solomona II. W 1811 stłumił powstanie chłopskie w Kartlii i Kachetii, wywołane nadmiernym uciskiem miejscowej ludności przez stacjonujące w kraju rosyjskie wojsko. Doprowadził do skazania na śmierć i powieszenia ośmiu przywódców buntu. W raporcie przesłanym carowi Aleksandrowi I pisał, iż przyczyną powstania była samowola rosyjskich wojskowych, na własną rękę dokonujących rekwizycji żywności, spiski obalonych Bagratydów, ucisk chłopów przez miejscową szlachtę gruzińską, nieskuteczność rosyjskiego sądownictwa. W kwietniu 1812 otrzymał Order Świętego Jerzego III stopnia za przeprowadzenie udanego podboju Dagestanu.
Po wybuchu wojny francusko-rosyjskiej został wezwany do Petersburga, dowództwo wojskami na Kaukazie przekazał gen. Nikołajowi Rtiszczewowi. W czerwcu 1812 został szefem sztabu 3 armii zachodniej, a następnie 1 armii zachodniej. Do wykonywania obowiązków przystąpił 21 czerwca, jednak już po ośmiu dniach gen. Michaił Barclay de Tolly zwolnił go z powierzonych stanowisk, podając jako przyczynę chorobę Paulucciego.
W październiku 1812 został generał-gubernatorem inflanckim. Dowodził wojskami rosyjskimi na kierunku ryskim, następnie prowadził tajne rozmowy z dowódcą korpusu pruskiego Hansem Yorckiem, których owocem było podpisanie przez Iwana Dybicza konwencji w Taurogach, na mocy której korpus pruski wycofał się z działań wojennych po stronie Francji. W grudniu 1812 zajął Memel.
Odbudował Rygę ze zniszczeń wojennych. Wprowadził w mieście oświetlenie uliczne i numerację budynków. Przeprowadzona z jego inicjatywy odbudowa spalonych przedmieść miasta nadała im zachowaną do dziś (2013) formę. W 1823 awansował na generała piechoty. W 1829 zrezygnował z urzędu generał-gubernatora. Udał się do Królestwa Sardynii, gdzie był kolejno gubernatorem Genui, generalnym inspektorem wojsk sardyńskich i ministrem.